# Burg Ehrenberg (Talheim)
Die Burg Ehrenberg ist eine abgegangene Burg und war eine der drei mittelalterlichen Burgen in Talheim im Landkreis Heilbronn im nördlichen Baden-Württemberg.

## Geschichte
In Talheim, dessen Besitz im Mittelalter auf verschiedene Ganerbenanteile verteilt war, bestanden im hohen Mittelalter einst drei Burgen: Die Obere Burg direkt nördlich oberhalb des Ortes sowie etwas weiter nordwestlich auf einem Bergvorsprung oberhalb des Schozachtals die Untere Burg und die Burg Ehrenberg.
Die Burg Ehrenberg befand sich im Besitz der Herren von Klingenberg, zum Burglehen gehörte ein größeres Hofgut. Vor 1411 kam die Anlage über die zweite Hochzeit Annas von Klingenberg mit Seyfried Osterbrunn von Riexingen in dessen Besitz.
Wann und warum die Burg zerstört oder aufgegeben wurde, ist unbekannt. 1550 soll die Burg schon aufgegeben gewesen sein, das Mauerwerk war aber noch erhalten. Im 17. Jahrhundert diente die Ruine als Steinbruch. Im 18. Jahrhundert wurden beim Neubau des benachbarten Unteren Schlosses die letzten Burgrelikte abgetragen, ihr Burgstall ging im Schlosspark des Unteren Schlosses auf. Die zum Burglehen gehörigen Güter kamen später in den Besitz der württembergischen Pflege in Heilbronn und bildeten den Grundstock des heutigen Schlossguts Ehrenberg in Talheim.